# Waldstetten (Günz)
Waldstetten ist ein Markt im schwäbischen Landkreis Günzburg in Bayern und Mitglied der Verwaltungsgemeinschaft Ichenhausen.

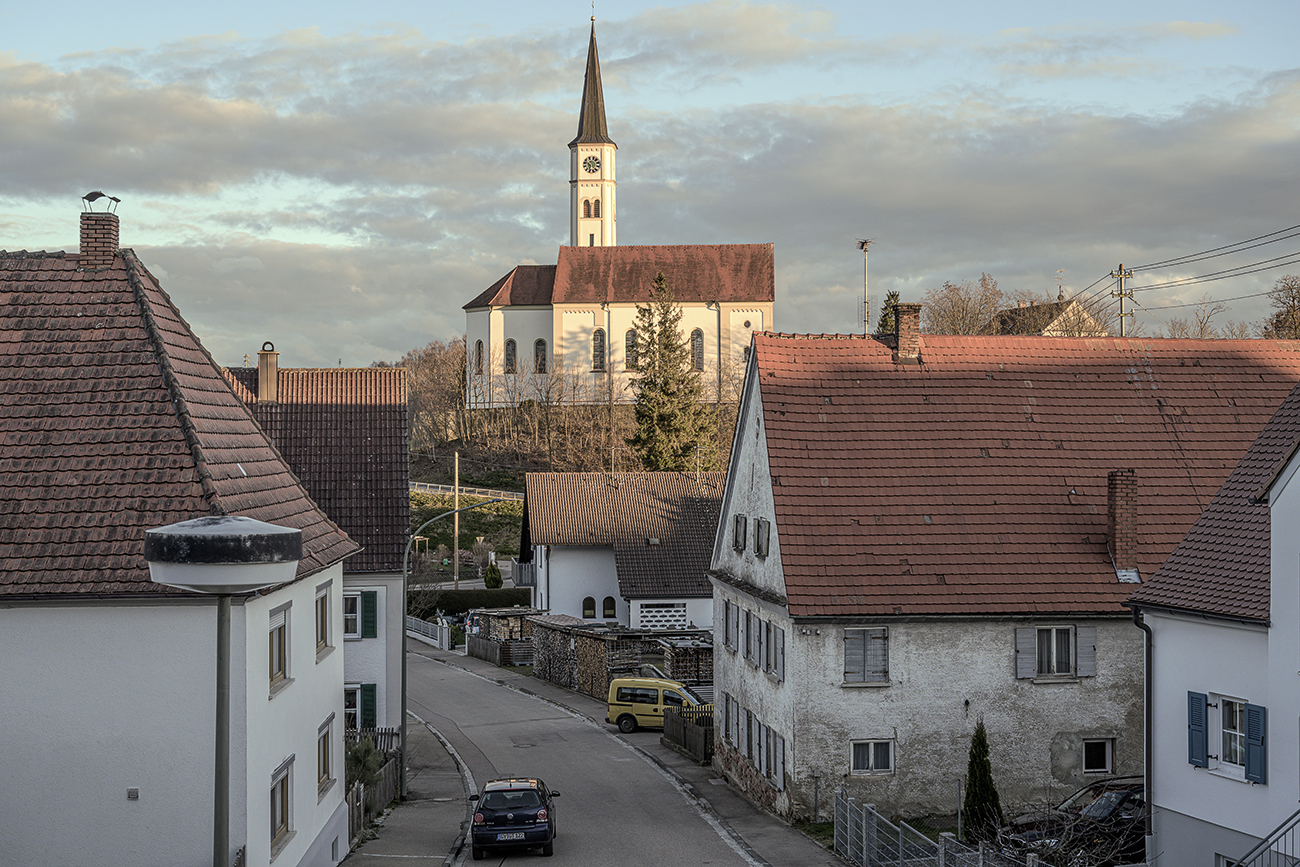
Waldstetten, Ort und Pfarrkirche

## Geographie
Die Gemeinde liegt in der Region Donau-Iller an der Günz.
Es gibt vier Gemeindeteile (in Klammern ist der Siedlungstyp angegeben):
- Brandfeld (Weiler)
- Heubelsburg (Weiler)
- Waldstetten (Pfarrdorf)
- Wiblishauserhof (auch Belzingerhof genannt) (Einöde)

## Geschichte
Die erste urkundliche Erwähnung erfolgte um 1120 als „Walestat“ („Wohnstätte der Romanen“). Waldstetten wurde 1417 zum Markt erhoben. Der Markt war Obervogtamt der Kommende Rohr und Waldstetten der Deutschen Ordens-Ballei Elsaß-Burgund, deren Sitz Waldstetten war. Mit Artikel 17 der Rheinbundakte 1806 kam der Ort zum Königreich Bayern.

### Einwohnerentwicklung
| Jahr      | 1871 | 1925 | 1950 | 1970 | 1987 | 1991 | 1995 | 2000 | 2005 | 2010 | 2015 |
| Einwohner | 864  | 782  | 1202 | 960  | 1007 | 1111 | 1175 | 1206 | 1233 | 1233 | 1235 |

Zwischen 1988 und 2018 wuchs der Markt von 1009 auf 1194 um 185 Einwohner bzw. um 18,3 %.

## Politik

### Gemeinderat
Der Gemeinderat von Waldstetten besteht aus zwölf gewählten Bürgerinnen und Bürgern und qua Amt dem getrennt gewählten Ersten Bürgermeister. Bei der Wahl am 15. März 2020 ergab sich folgende Zusammensetzung:
- BBW (Bürgerbündnis Waldstetten): 6 Sitze (Stimmenanteil 45,6 %)
- FW (Freie Wähler Waldstetten): 4 Sitze (Stimmenanteil 37,2 %)
- CSU (Christlich-Soziale Union in Bayern): 2 Sitze (Stimmenanteil 17,2 %)

Die Wahlbeteiligung lag bei 63,2 %.
In der Amtszeit 2014 bis 2020 war der Gemeinderat wie folgt besetzt:
- BBW (Bürgerbündnis Waldstetten): 5 Sitze
- CSU (Christlich-Soziale Union in Bayern): 4 Sitze
- FW (Freie Wähler Waldstetten): 3 Sitze

Die Wahlbeteiligung lag bei 75,3 %.

### Bürgermeister
Erster Bürgermeister ist seit dem 1. Mai 2014 Michael Kusch (CSU, 2014: Bürgerbündnis Waldstetten). Dieser wurde bei der Kommunalwahl 2014 mit 60,4 % der gültigen Stimmen gewählt und am 15. März 2020 mit 87,5 % der Stimmen im Amt bestätigt.

### Wappen
|  | Blasonierung: „Gespalten von Silber und Rot; vorne ein durchgehendes schwarzes Tatzenkreuz, belegt mit einem schmäleren silbernen Kreuz, dessen Arme in goldenen Lilien enden; hinten eine aufgestellte goldene Egge“ |
|  | |

## Wirtschaft und Infrastruktur

### Wirtschaft
2017 gab es nach der amtlichen Statistik im produzierenden Gewerbe 232 und im Bereich Handel, Verkehr und Gastgewerbe 10 sozialversicherungspflichtig Beschäftigten am Arbeitsort. Sozialversicherungspflichtig Beschäftigte am Wohnort gab es 550. Im verarbeitenden Gewerbe gab es zwei, im Bauhauptgewerbe ebenfalls zwei Betriebe. Im Jahr 2016 bestanden zudem 22 landwirtschaftliche Betriebe mit einer landwirtschaftlich genutzten Fläche von insgesamt Zudem ha, davon waren 569 ha Ackerfläche.

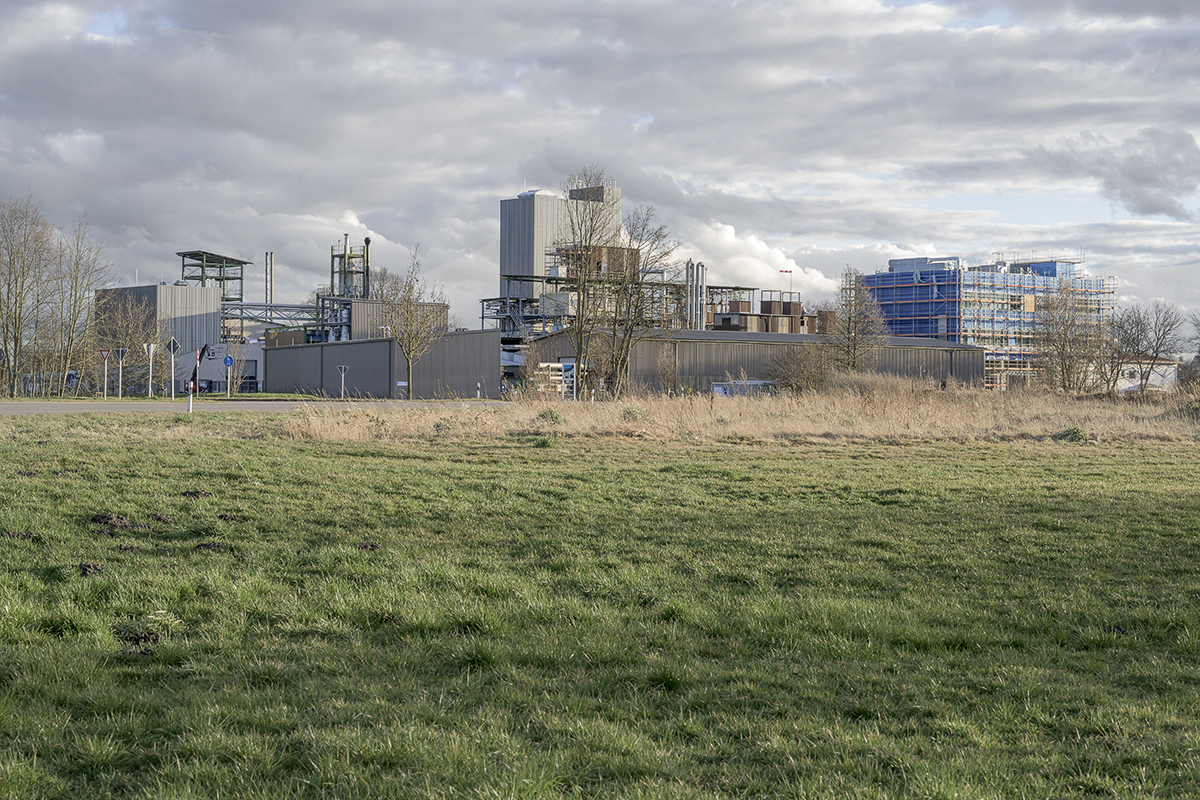
Chemische Fabrik Karl Bucher in Waldstetten

### Bildung
Es gibt folgende Einrichtungen:
- Einen Kindergarten mit 46 Kindergartenplätze, der von 36 Kindern besucht wird. (2018)
- Eine Volksschule mit 6 Lehrern und 92 Schülern (Schuljahr 2017/18)

### Energie
Im Jahr 2006 wurde ein Freiflächen-Photovoltaikkraftwerk mit einer Leistung von 1700kWp errichtet. Es deckt den Jahresverbrauch von ca. 600 Haushalten.

### Vereine
- Musikkapelle Waldstetten
- Lustige Carnevalsvereinigung Waldstetten e. V.
- Container Waldstetten e. V.
- Sportverein Waldstetten e. V.
- Freiwillige Feuerwehr Waldstetten e. V.
- Chorgemeinschaft Waldstetten e. V.
- Soldaten- und Kameradschaftsverein Waldstetten
- Obst- und Gartenbauverein Waldstetten-Heubelsburg e. V.